# Kanada (filozof)
Kanada (sanskryt: कणाद Kaṇāda Kāśyapa) – filozof indyjski, żył prawdopodobnie w VI wieku p.n.e. Jeden z twórców systemu filozoficznego wajśeszika, autor Wajśeszikasutry. Zwolennik atomizmu, atom nazywał paramanu. Nosił przydomek Uluka (sowa).